# 不斉アリル位アルキル化反応

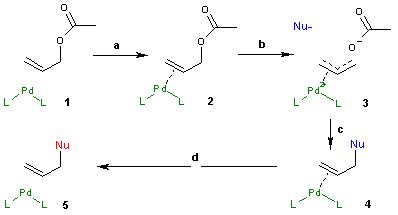
不斉アリル位アルキル化反応のスキーム

不斉アリル位アルキル化反応（ふせいアリルいアルキルかはんのう、英: Trost asymmetric allylic alkylation）とは、不斉合成に使われる有機化学反応である。AAA反応とも言う。
この反応では、パラジウムが二重結合に配位すると同時に、脱離基が求核剤に置換される。この反応を起こす典型的な化合物は、酢酸基のような良い脱離基を持つアリル化合物である。求核剤にはフェノールやフタルイミド、水などが用いられる。

## 反応機構
原子価が0価のパラジウムは2価のパラジウムとホスフィンなどの配位子から作られる。この金属は、η2 π-アリル-Pd0という構造を作ってアルケンに配位する。次に酸化的付加が起こってワルデン反転により脱離基が離脱し、η3 π-アリル-PdIIという構造が形成される。そこで、求核剤がアリル基の炭素を攻撃してη2 π-アリル-Pd0という構造が再生される。その後パラジウム触媒はアルケンを外れ、再び触媒となって反応を進める。リガンドの持っていたキラリティーは最終生成物に受け継がれる。

## 例
この反応は、ガランタミンやモルヒネの中間体を合成する反応に使われた。室温、ジクロロメタン中で1 mol% π-アリルパラジウム錯体、3 mol% (S,S) トロストリガンド、トリエチルアミンによって、アリルエーテルの (−)-エナンチオマーを収率72%、エナンチオマー過剰率88%で得ている。
その他、ビフェニルやフェンコールをリガンドとした新しい不斉合成反応の研究も進められている。
また、ワーグナー・メーヤワイン転位と組み合わせて特殊な環の拡張反応にも使われている。